# Récit des années de feu
Pour plus de détails, voir Fiche technique et Distribution.
Récit des années de feu (en russe : Повесть пламенных лет, Povest plamennykh let) est un film russe réalisé par Ioulia Solntseva, sorti en 1961.

## Synopsis
1941, début de la Grande guerre patriotique, le kolkhozien Ivan Orliouk, originaire des bords du Dniepr, devient soldat. Il participe aux premières batailles sur les rives du fleuve, avant d'atteindre Berlin. De retour au pays, il reprend les semailles sur la terre libérée.

## Fiche technique
- Titre : Récit des années de feu
- Titre original : Повесть пламенных лет, Povest plamennykh let
- Réalisation : Ioulia Solntseva
- Scénario : Alexandre Dovjenko
- Production : Alexandre Dovjenko
- Musique : Gavriil Popov
- Photographie : Fyodor Provorov et Aleksei Temerin
- Décors : Aleksandr Borisov
- Pays d'origine : Russie
- Format : Couleurs
- Genre : Drame et guerre
- Durée : 91 minutes
- Date de sortie : 1961
- Affiche : Raymond Elseviers (titre : Les Années de feu, Belgique)

## Distribution
- Mykola Vinhranovsky : Ivan Orliouk
- Boris Andreïev : général Glazounov
- Sergueï Loukianov : Vassili Riasny, l'insituteur
- Vassili Merkouriev : Bogdanovski, le chirurgien
- Svetlana Zhgoun (ru): Ouliana, professeur d'histoire, fille de Vassili Riasny
- Mikhaïl Maïorov : major Velitchko
- Zinaïda Kirienko : Maria
- Boris Bibikov (ru) : Von Brenner
- Voldemars Akuraters (ru) : Schröder
- Vladimir Zeldine : Gribovski
- Boris Novikov : Mandryka
- Evgueni Bondarenko (ru) : Roman Klounny
- Sergueï Petrov : Demide
- Maïa Boulgakova : Olena Stoupakova
- Valeri Ryzhakov (ru) : épisode
- Vladimir Selezniov (ru) : épisode
- Nikolaï Khriachtchikov (ru) : général
- Viktor Retchman (ru) : épisode
- Aleksandre Romanenko : Semion Klounny
- Antonina Bogdanova : Antonina
- Vera Kapoustina : Tatiana

## Récompenses
- Prix de la mise en scène au Festival de Cannes 1961